# Morning Dance
Morning Dance è il secondo album in studio del gruppo musicale statunitense Spyro Gyra, pubblicato nel 1979.
Il disco è stato classificato al secondo posto dalla rivista settimanale statunitense Billboard per la categoria Jazz Albums. È stato certificato disco d'oro in data 19/09/1979 dall'Associazione americana dei produttori discografici (RIAA) e disco di platino in data 01/06/1987. Dall'album è stato estratto il singolo omonimo.

## Tracce
1. Morning Dance (Jay Beckenstein) – 4:11
2. Jubilee (Jeremy Wall) – 4:31
3. Rasul (Jeremy Wall) – 3:57
4. Song for Lorraine (Jay Beckenstein) – 3:59
5. Starburst (Jeremy Wall) – 4:50
6. Heliopolis (Jay Beckenstein) – 5:34
7. It Doesn't Matter (Chet Catallo) – 4:27
8. Little Linda (Jeremy Wall) – 4:27
9. End of Romanticism (Rick Strauss) – 5:00

## Formazione
- Jay Beckenstein – sassofoni e percussioni
- Jeremy Wall – pianoforte, tastiere e percussioni (tracce 1,2,3,5,6,8 e 9)
- Suzanne Ciani – tastiere (tracce 4 e 7)
- Tom Schuman – Rhodes solo (traccia 6), tastiere solo (traccia 9)
- John Tropea – chitarre (tracce 1,2,5 e 6)
- Rick Strauss – chitarra (tracce 3,8 e 9)
- Chet Catallo – chitarra (tracce 4 e 7)
- Jim Kurzdorfer – basso (tracce 1,3,4,7,8 e 9)
- Will Lee – basso (tracce 2,5 e 6)
- Ted Reinhardt – batteria (tracce 1,3,8 e 9)
- Steve Jordan – batteria (tracce 2,5 e 6)
- Eli Konikoff – batteria (tracce 4 e 7)
- Rubens Bassini – congas, bongos, timbales e percussioni (tracce 1,5,6 e 8)
- Dave Samuels – marimba, steel drum e vibrafono (tracce 1,2,6,8 e 9)
- Gerardo Velez – congas, bongos e percussioni (tracce 4 e 7)
- Randy Brecker – tromba assolo (traccia 2)
- Michael Brecker – sassofono assolo (traccia 5)
- John Clark – french horn (tracce 3 e 9)
- Lani Groves – voce (tracce 4 e 7)
- Diva Gray – voce (tracce 4 e 7)
- Gordon Grody – voce (tracce 4 e 7)

### Altri musicisti
Sezione fiati
- Arrangiata da Jeremy Wall e Jay Beckenstein (traccia 6)
- Jay Beckenstein – sassofono contralto
- Michael Brecker – sassofono tenore
- Randy Brecker – tromba
- Tom Malone – trombone
- Lewis Del Gatto – flauto

Sezione archi
- Arrangiata e condotta da Jeremy Wall
- Harry Lookofsky – primo violino
- Matthew Raimondi – violino
- Harry Cykman – violino
- Charles Libove – violino
- Alfred Brown – viola
- Chares McCracken – violoncello